# Willamette (rzeka)
Willamette River − jeden z głównych dopływów rzeki Kolumbii, dostarczający 12–15% jej zasobów wodnych. Rzeka ma 301 km długości i w całości znajduje się w północno-zachodnim Oregonie w Stanach Zjednoczonych, płynąc w kierunku północnym pomiędzy pasmami Gór Nadbrzeżnych i Kaskadowych. Rzeka i jej dopływy mają swoje źródła w żyznej dolinie Willamette, zamieszkiwanej przez dwie trzecie populacji Oregonu. Znajdują się tu stolica stanu Salem i jego największe miasto Portland. Portland leży u ujścia Willamette do Kolumbii.
Zlewnia Willamette, utworzona przez ruchy litosfery ziemskiej około 35 milionów lat temu, a następnie przeobrażana na skutek aktywności wulkanicznej i erozji, została w znacznym stopniu zmodyfikowana przez katastrofalną powódź glacjalną, jaka miała miejsce na tych terenach pod koniec ostatniego zlodowacenia. Ludzie pojawili się tam ponad 10 tysięcy lat temu. Wtedy, w dolnym biegu rzeki i u jej ujścia, powstały liczne wioski plemienne.
Bogata w osady, których dostarczyła powódź, a do chwili obecnej zasilana przez obfite opady deszczu z zachodnich zboczy Gór Kaskadowych, dolina Willamette jest jednym z najżyźniejszych regionów rolniczych Ameryki Północnej. Z tego powodu stała się w XIX wieku celem pionierów wędrujących wzdłuż oregońskiego szlaku. Rzeka była w owym czasie ważną arterią komunikacyjną, jakkolwiek wodospad, grodzący ją tuż powyżej Oregon City, stanowił poważną przeszkodę dla łodzi. Obecnie wodospad nie stanowi już przeszkody. Rzekę przecina w ponad pięćdziesiąt mostów.

## Główny nurt
Górne dopływy Willamette mają źródła w górach na południe i południowy wschód od Eugene i Springfield. Od zbiegu Middle Willamette i Coast Willamette w pobliżu Springfield, główny nurt rzeki płynie meandrami głównie na północ pokonując odległość 301 km, by wpaść do rzeki Kolumbii. Dwie najbardziej znaczące zmiany biegu rzeki znajdują się w miejscowości Newberg, gdzie Willamette skręca gwałtownie na wschód i około 24 km poniżej tego miasta, gdzie ponownie obiera kierunek północny. W pobliżu ujścia, na północ od śródmieścia Portland, rzeka dzieli się na dwa kanały opływające wyspę Sauvie. Jako wykorzystywane dla celów żeglugowych, kanały te są zarządzane przez rząd federalny Stanów Zjednoczonych. Kanał główny, głębokości 12 m i szerokości do 580 m, łączy się z Kolumbią około 163 km powyżej ujścia tej ostatniej do Oceanu. Kanał ten stanowi główną drogę wodną dla portu w Portland i nadrzecznych stref przemysłowych. Mniejsza odnoga rzeki, Multnomah Channel, ma 34 km długości, około 180 m szerokości i 12 m głębokości. Wpada do Kolumbii około 23 km bliżej jej ujścia, w pobliżu miejscowości St. Helens w hrabstwie Columbia. Multnomah jest wykorzystywana przede wszystkim dla celów rekreacyjnych.
Głównymi dopływami, od źródeł Middle i Coast Wilamette do ujścia poniżej Portland, są rzeki McKenzie, Marys, Calapooia, Santiam, Luckiamute, Molalla i Clackamas (prawe) oraz Long Tom, Yamhill i Tualatin (lewe).
Rozpoczynając się na wysokości 134 m n.p.m., główny nurt rzeki opada 130 m pomiędzy źródłami a ujściem, czyli około 0,4 m na kilometr. Spadek jest nieco większy na odcinku od źródeł do Albany niż pomiędzy Albany a Oregon City. U wodospadu pomiędzy West Linn i Oregon City rzeka opada gwałtownie o około 12 m. Na ostatnim, dolnym odcinku spadek jest bardzo niewielki i zakłócany działalnością pływową Oceanu Spokojnego na Kolumbii. Szerokość głównego nurtu Willamette waha się w granicach 100–200 metrów.

## Dorzecze
Dorzecze rzeki Willamette obejmuje obszar 29 730 km², co stanowi 12% powierzchni Oregonu. Ograniczone od zachodu przez pasmo Gór Nadbrzeżnych i Kaskadowych od wschodu, ma około 290 km długości i 160 km szerokości. Wysokość względem poziomu morza sięga od 3199 m (Mount Jefferson w Górach Kaskadowych) do 3 m n.p.m. u ujścia do Kolumbii.

## Historia

### Pierwsi mieszkańcy

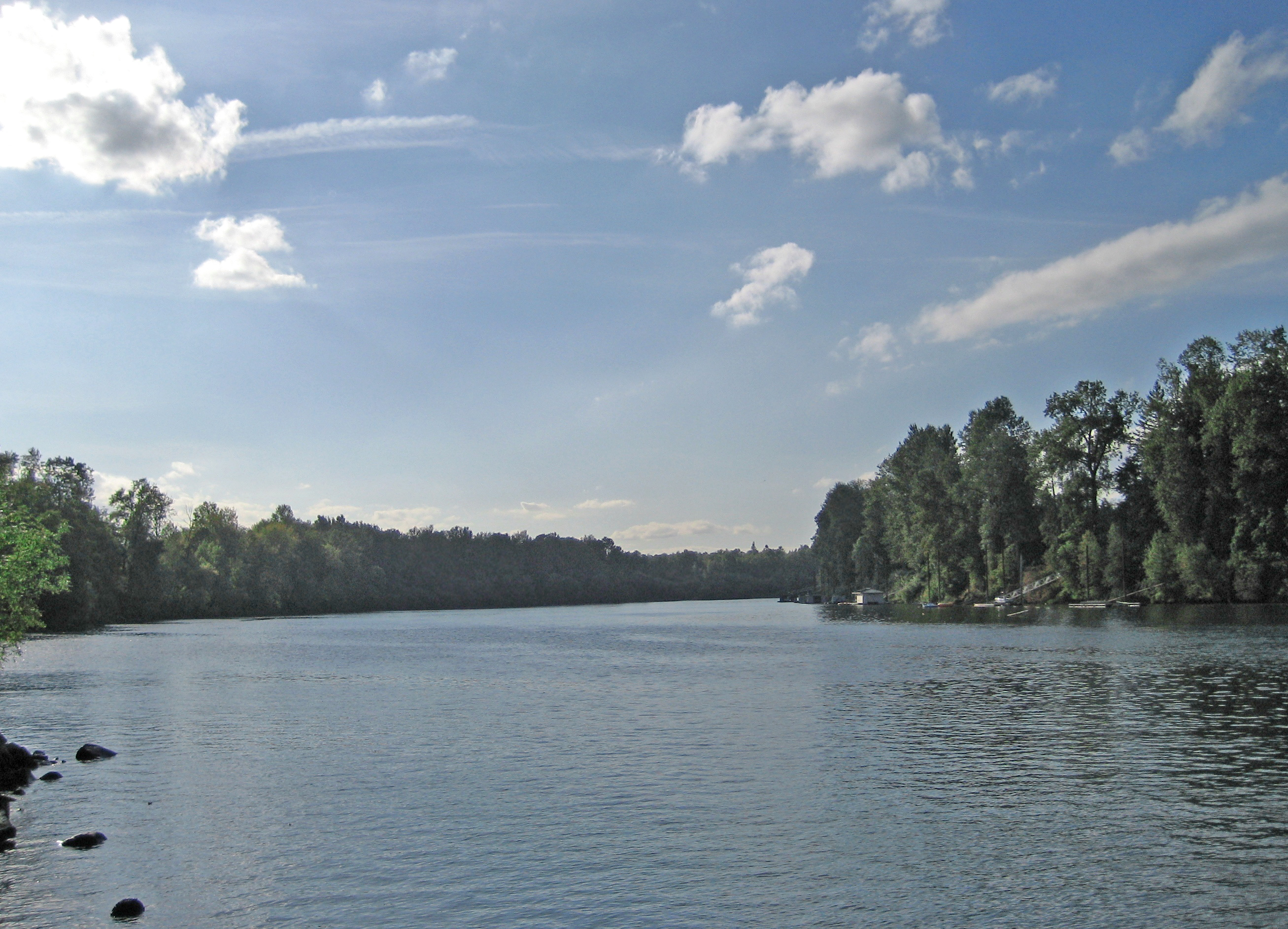
Willamette przy połączeniu z rzeką Molalla

Przez co najmniej 10 000 lat nad brzegami Willamette i jej dopywów zamieszkiwały liczne plemiona Indian, a wśród nich Kalapuya, Czinukowie i Klakamasowie. Klakamasowie mieszkali w północno-wschodniej części doliny, w większości nad rzeką Clackamas (która od nich wzięła swą nazwę). Terytorium Chinooków objęło − choć nie wiadomo kiedy − całe północne ziemie dorzecza aż po rzekę Kolumbię. Nazwa doliny i rzeki, Willamette, jest autochtonicznego pochodzenia i stanowi zapis nazwy głównej wioski Klakamasów w języku francuskim. Języki tubylcze Oregonu były z sobą spokrewnione, więc nazwa mogła być także wywiedziona z dialektu Indian Kalapuya.
W połowie XIX wieku plemię Kalapuya liczyło od dwóch do trzech tysięcy osób podzielonych na kilka (8–16) grup. Klakamasów było w tym czasie nie więcej niż 1800. U.S. Census Bureau przyjmuje, że populacja Chinooków sięgała 5000 głów, choć nie wszyscy Chinookowie mieszkali w dolinie Willamette. Populacja Indian doliny w omawianym okresie nie przekraczała 15 000 osób.
Tubylcze ludy żyjące nad rzeką Willamette prowadziły różny tryb życia. Te z dolnego biegu rzeki, bliżej wybrzeża Pacyfiku, żyły najczęściej z rybołówstwa. Najważniejszą dla nich rybą był łosoś, który stanowił istotny element wymiany z handlarzami futer. Plemiona z górnego biegu rzeki również łowiły łososie i pstrągi, często budując tamy na dopływowych strumieniach, ale zajmowały się głównie uprawą roli. Ogólnie rzecz biorąc plemiona doliny Willamette prowadziły osiadły tryb życia. Chinookowie mieszkali w dużych, drewnianych chatach, praktykowali niewolnictwo i mieli dobrze zorganizowany system kastowy. Plemiona z południa były w większości wędrowne, przemieszczając się z miejsca na miejsce wraz ze zmianami pór roku. Znane były z kontrolowanego wypalania łąk i zagajników dla zyskania terenów pod uprawę roślin (szczególnie kamasji).

### Handlarze futer
Rzeka Willamette po raz pierwszy pojawiła się w zapiskach brytyjskiego porucznika Williama Broughtona, uczestnika ekspedycji George'a Vancouvera. Od XVIII do połowy XIX wieku na północnych wybrzeżach Oceanu Spokojnego i na uchodzących doń rzekach kwitł handel futer, przy czym traperzy (głównie kanadyjscy Francuzi) pracowali dla Kompanii Zatoki Hudsona i Kompanii Północno-Zachodniej, polując głównie na bobry i wydry. Futra tych zwierząt osiągały zawrotne ceny tak w Stanach Zjednoczonych i w Kanadzie, jak i w Europie i na Dalekim Wschodzie, ze względu na swą „gęstość, połysk, luksusowy wygląd i nieprzepuszczalność wody”. W tym czasie powstał szlak Oregon-Kalifornia. Droga ta, o długości prawie 1000 km, zaczynała się u ujścia Willamette w okolicach dzisiejszego Portland i biegła przez dolinę Willamette, Góry Kaskadowe i Góry Siskiyou, by przez Dolinę Sacramento dotrzeć do San Francisco.

### XIX wiek
W roku 1805 Ekspedycja Lewisa i Clarka przebyła wiele tysięcy kilometrów, by skartować i zbadać niedawno pozyskane Terytorium Luizjany i Krainę Oregonu, zamieszkiwane przez północnoamerykańskich Indian i nielicznych osadników z Francji i Wielkiej Brytanii. Ekspedycja pokonała wprawdzie rzekę Kolumbia w górę i w dół jej biegu, ale nie dostrzegła szerokiego ujścia Willamette, jednego z największych dopływów Kolumbii. Dopiero w kwietniu 1806 roku inny badacz, William Clark, opierając się na informacjach uzyskanych od tubylców, odkrył ją dla Europejczyków. Kolejna wyprawa, sponsorowana przez władze, przemierzyła dolinę Willamette w roku 1841, podróżując wzdłuż pasma Siskiyou. Jej członkowie odnotowali, że Indianie łowią w wodospadzie na Willamette znaczne ilości łososia.
W połowie XIX wieku żyzna gleba, ciepły klimat i bogactwo ryb w rzekach doliny Willamette zaczęły przyciągać coraz większe ilości osadników ze wschodu Stanów Zjednoczonych. Wielu z nich wędrowało szlakiem oregońskim, który zaczynał się w Independence (Missouri), a kończył w wielu różnych miejscach przy ujściu Willamette River. Chociaż ludzie wędrowali do Oregonu od roku 1836, migracja na wielką skalę rozpoczęła się dopiero w 1843 roku, kiedy na szlak ruszyło blisko tysiąc pionierów. W ciągu następnych 25 lat około 500 000 ludzi przemierzyło szlak oregoński.

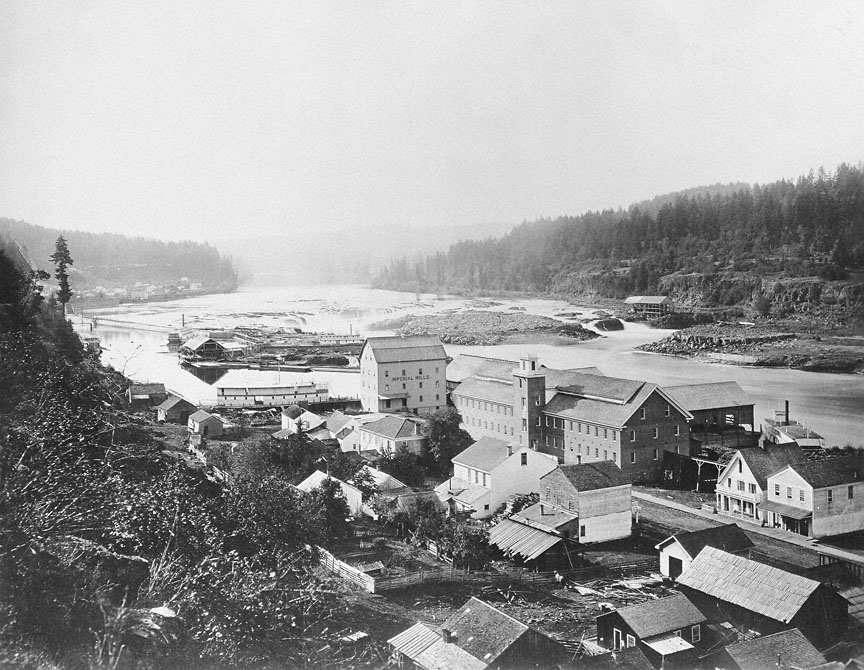
Oregon City ok. 1867; w tle wodospad

W latach dwudziestych XIX wieku u stóp Wodospadu Willamette powstała osada Oregon City. Prawa miejskie otrzymała w roku 1844, stając się tym samym pierwszym miastem na zachód od Gór Skalistych. John McLoughlin, przedstawiciel Kompanii Zatoki Hudsona, był jednym z założycieli miasta. McLoughlin starał się przekonać rząd brytyjski (wciąż sprawujący władzę nad tym obszarem), by dopuścił do osadzania się Amerykanów, co było wbrew polityce Kompanii. Oregon City prosperowało dzięki papierni napędzanej wodami Wodospadu Willamette, ale jednocześnie wodospad tworzył nieprzekraczalną barierę dla żeglugi rzecznej.
Gdy w roku 1851 powstało Portland, szybko stając się największym miastem Oregonu, Oregon City zaczęło powoli tracić znaczenie jako gospodarczy i polityczny ośrodek stanu. W latach pięćdziesiątych na Willamette pojawiły się parowce, które jednak nie mogły pokonać wodospadu. W rezultacie żegluga na Willamette była podzielona na dwa odcinki: dolny, 43-kilometrowy z Portland do Oregon City − który zapewniał łączność z systemem żeglugowym rzeki Kolumbia − i górny na całej niemal długości Willamette. Każda łódź, której właściciel uważał za niezbędne przebycie wodospadu, musiała być przenoszona. To doprowadziło do powstania kilku firm specjalizujących się w przenoszeniu jednostek pływających. W roku 1873 wybudowano omijający wodospad kanał żeglugowy ze śluzami, co ułatwiło nawigację pomiędzy dolnym i górnym odcinkiem rzeki. Obecnie kanał jest rzadko używany.
W latach pięćdziesiątych XIX wieku osadnicy, poszukujący nowych ziem pod uprawę, zaczęli wkraczać na tereny indiańskie. W dolinach rzek Umpqua i Rogue dochodziło do starć, co skłoniło władze stanowe do usunięcia Indian siłą. W 1855 roku Joel Palmer, prawnik z Oregonu, wymusił na plemionach z doliny Willamette zawarcie traktatu, na mocy którego Indianie oddali swe ziemie białym, po czym zostali osadzeni w rezerwacie.

### Współczesność
Do roku 1910 na rzekach zlewni Willamette zbudowano 15 dużych i wiele mniejszych zapór. Przy większości z nich istnieją elektrownie wodne, a jeziora zaporowe, będące miejscem rekreacji, pozwalają kontrolować bieg rzeki i zapobiegać powodziom.
Porozumienie z roku 1991, zawarte przez miasto Portland i stan Oregon, zmierzające do ostatecznego zmniejszenia zagrożenia powodziowego doprowadziło do uruchomienia tzw. Big Pipe Project. To zamierzenie, zrealizowane w 2011 roku kosztem 1,44 mld USD, odseparowało kanalizację miejską od kanalizacji burzowej, która w przeszłości powodowała zalewanie miasta. W roku 2011 miasto Portland uznało, że Big Pipe zmniejszy w przyszłości zagrożenie powodziowe o 94%.
W roku 1998 rzeka Willamette została uznana przez prezydenta Billa Clintona za jedną z czternastu rzek amerykańskiego dziedzictwa.

## Zapory

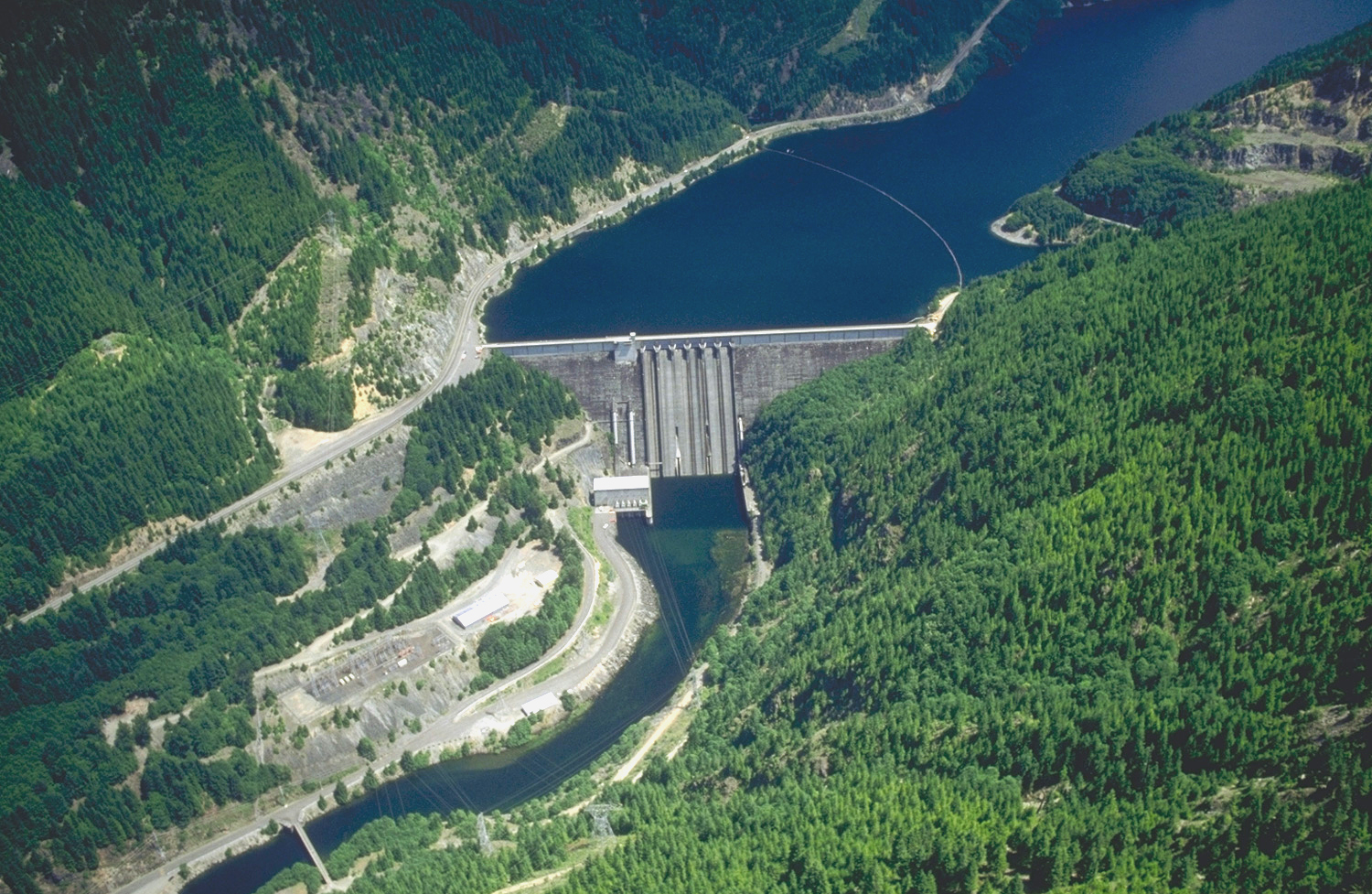
Detroit Dam jest największą zaporą wodną w dorzeczu Willamette River

Na dopływach Willamette znajduje się ponad dwadzieścia zapór, nie licząc dziesiątek jazów, śluz i kanałów, które pozwalają lepiej kontrolować skłonną do wylewów rzekę.
Jedyną zaporą w głównym nurcie rzeki jest zapora przy Wodospadzie Willamette powyżej Oregon City, niska konstrukcja typu grobla na samej krawędzi wodospadu, która kieruje wodę do turbin hydroelektrowni, papierni i innych zakładów przemysłowych. Kanał żeglowny, ze śluzami pozwalającymi omijać wodospad, powstał w roku 1873.
Zapory na głównych dopływach Willamette to głównie duże, kontrolujące poziom wody i dostarczające energii elektrycznej konstrukcje. Trzynaście z nich zostało zbudowanych i jest utrzymywanych przez Korpus Inżynieryjny Armii Stanów Zjednoczonych (USACE) w ramach projektu „Willamette Valley”, a 11 z nich produkuje energię elektryczną.
Zapory kontrolujące poziom wód, a obsługiwane przez USACE, teoretycznie mogą zatrzymać do 27% wylewów Willamette. Używane są do regulacji przepływu rzek, jak również do zapobiegania powodziom i zwiększenia poziomu wód w rzekach późnym latem i jesienią. Zapora Detroit Dam na North Santiam River jest największą z nich. Ma 141 m wysokości i może zgromadzić 561 mln m³ wody.
Inne większe zapory w dorzeczu Willamette są własnością firm prywatnych; na przykład kilka hydroelektrowni na rzece Clackamas należy do Portland General Electric, głównego dostawcy energii elektrycznej dla największego miasta stanu.

## Powodzie

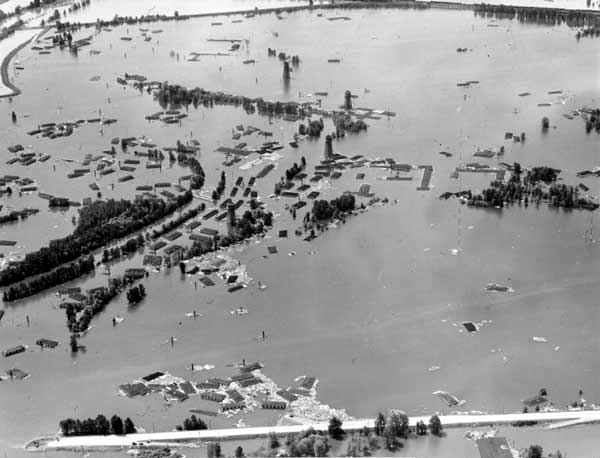
Vanport City w czerwcu 1948

Zasilana wodami rzek płynących z wilgotnych wiosną i wczesnym latem, a bardzo śnieżnych zimą Gór Kaskadowych, Willamette River jest niezwykle trudna do opanowania i często występuje z brzegów.
W roku 1861 gwałtowne deszcze i wysokie temperatury, przy znacznie grubszej niż zazwyczaj pokrywie śnieżnej w górnych partiach Gór Kaskadowych, spowodowały największą powódź w historii rzeki Willamette. Jak pisał świadek katastrofy „cała dolina Willamette zniknęła pod wodą”. Od Eugene do Portland tysiące hektarów bogatych gruntów rolnych zostało zniszczonych, a wiele miast w dolinie poważnie ucierpiało. Ta „Wielka Powódź”, jak ją wówczas nazwano, przyniosła ogromne szkody dla działalności człowieka, bowiem działalność ta miała miejsce w nadrzecznej dolinie, która zapewniała łatwy dostęp do transportu wodnego i najlepsze dla rolnictwa ziemie. Powódź z 1861 roku niosła − w czasie największego nasilenia − 18 000 m³ wody na sekundę, więcej niż Missisipi w czasie powodzi w XXI wieku, czyniąc niezdatnymi do użytku 1430 km² terenów.
Latem 1866 roku Willamette osiągnęła 6,4 m ponad „najniższym poziomem wody” (patrz: pływy morskie), a były też inne oznaki możliwej powodzi. Wody Kolumbii podniosły się tak, że nawet wysoko położone miasto The Dalles było bliskie zalania.
Powódź nawiedziła Willamette zimą roku 1890, kiedy to rzeka gwałtownie przybrała, by zaraz gwałtownie opaść. Główna ulica Portland znalazła się całkowicie pod wodą, szlaki komunikacyjne w Górach Kaskadowych zostały poprzecinane, a wiele linii kolejowych zostało zamkniętych.
W latach czterdziestych XX wieku Willamette nadal zalewała dolinę. W grudniu 1942 roku zniszczyła pięć mostów w hrabstwie Lane, powodując siedem ofiar śmiertelnych w Portland i zmuszając mieszkańców Eugene do ewakuacji. W listopadzie 1946 roku powódź o mniejszej sile dotknęła Corvallis, ale w maju 1948 roku potężna fala całkowicie zniszczyła Vanport City, zabierając 15 jego mieszkańców, a w grudniu tego samego roku ledwie uniknęło zalania Salem.
Chociaż do połowy stulecia Willamette została uregulowana i zabezpieczona systemem zapór, śluz, kanałów i wałów przeciwpowodziowych, nadal zdarzały się potężne powodzie. Taka powódź, spowodowana przez silne burze, nastąpiła przed Bożym Narodzeniem 1964 roku. Willamette i inne rzeki wystąpiły z brzegów zalewając blisko 620 km² okolicznych terenów. Przed świtem 21 grudnia Willamette osiągnęła poziom 9 m, czyli wyżej niż 8,5-metrowy wał przeciwpowodziowy miasta Portland. Zginęło 15 osób, a około 8 tysięcy musiało opuścić swe domy i szukać schronienia gdzie indziej.
24 grudnia prezydent Lyndon B. Johnson przyznał pomoc federalną ofiarom powodzi, a Willamette ciągle przybierała. Przez następne dwa dni rzeka opadała, ale 27 grudnia miała 9,1 m, blisko 4 m powyżej stanu alarmowego. Zagrożenie powodziowe utrzymywało się przez cały styczeń 1965 roku.
W lutym 1996 roku bardzo obfite, ciepłe deszcze, przygnane przez subtropikalny prąd strumieniowy, uwolniły masy wody z zalegającej górne partie dorzecza Willamette pokrywy śnieżnej. W tych warunkach, podobnych tym z roku 1861, Dolina Willamette doznała jednej z najkosztowniejszych katastrof w swoich dziejach, ale zniszczony obszar był mniejszy niż w 1964 roku: około 470 km².
450 betonowych ścian przeciwpowodziowych, które wzniesiono podczas lutowej powodzi (każda ważyła około 2,5 t), usunięto w kwietniu. W październiku zastąpiła je większa, stalowa ściana, której budowa kosztowała miasto blisko 300 000 USD. Nowa ściana składa się z ruchomych płyt o grubości 6,4 mm i ma być pewniejszym zabezpieczeniem przed powodziami w przyszłości.

## Flora i fauna

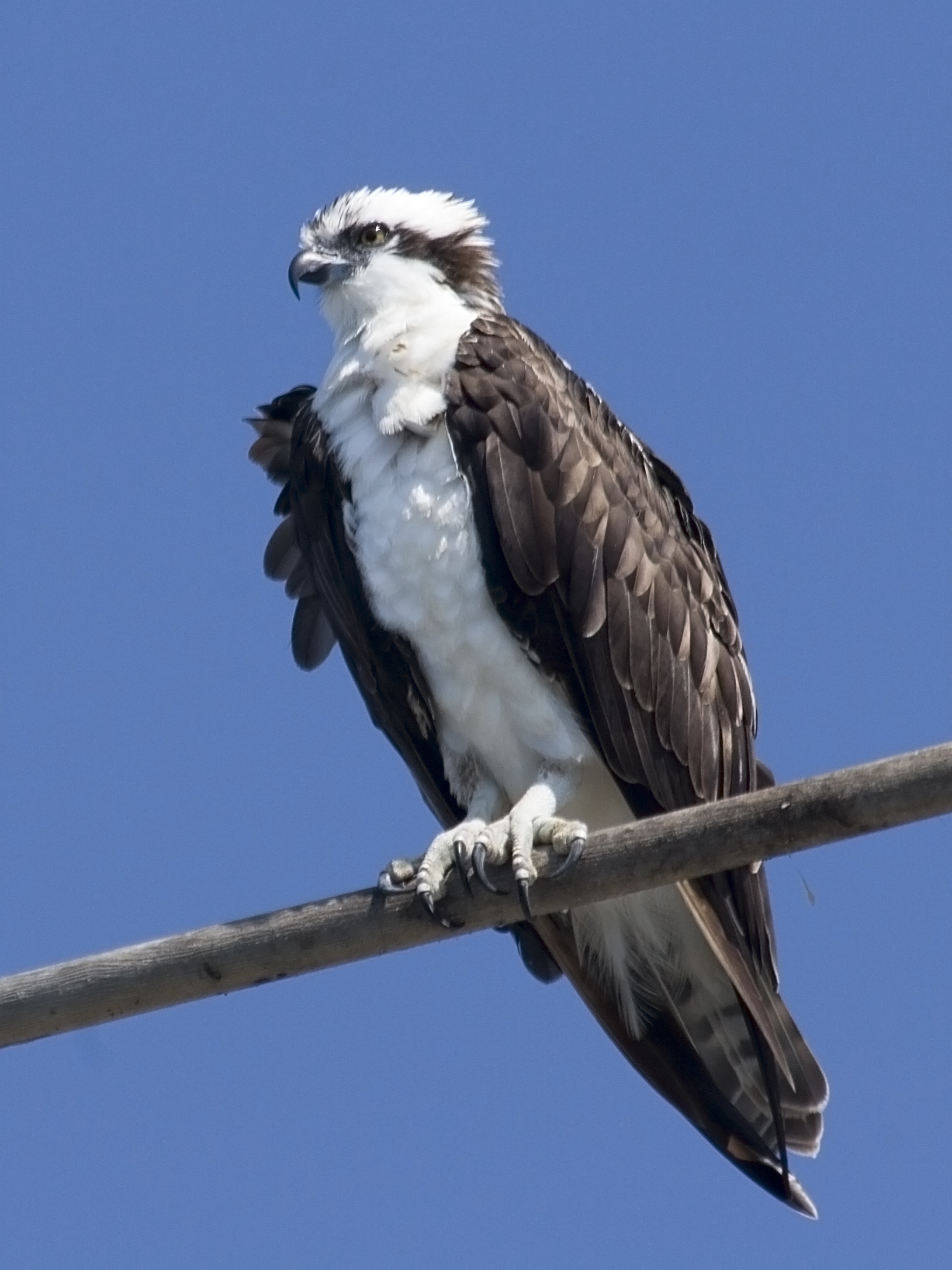
Rybołów jest często widywany nad rzeką Willamette.

W ciągu minionych stu pięćdziesięciu lat nad brzegami Willamette nastąpiły ogromne zmiany; wytrzebiono lasy nadrzeczne pokrywające w roku 1850 około 90% szerokiego na ponad 100 m pasa wybrzeża. W roku 1990 jedynie 37% tego obszaru było zadrzewione; cała reszta została oddana pod uprawy lub ustąpiła zabudowie. Istniejące lasy zawierają duże skupiska takich drzew jak topola kalifornijska, wierzba i klon wielkolistny.
Centrum doliny – dawniej porośnięte trawami preriowymi i wolno stojącymi dębami, sosnami żółtymi i kępami innych drzew – obecnie jest niemal całkowicie wykorzystywane rolniczo. Choina zachodnia i żywotnik olbrzymi to główne gatunki drzew lasów porastających wschodnie, względnie suche zbocza Gór Nadbrzeżnych. Wilgotne lasy na zachodnich stokach Gór Kaskadowych zdominowane są przez świerk biały, jedlicę Douglasa i sekwoję wieczniezieloną.
W wodach dorzecza Willamette, mimo zanieczyszczeń generowanych przez miasta i uprawy, żyje trzydzieści jeden miejscowych gatunków ryb, w tym kilka odmian troci, pstrągów, łososi (jak np. czawycza czy keta), czukuczanowatych, a także minóg rzeczny i jesiotr ostronosy. Wśród dwudziestu dziewięciu gatunków napływowych można wymienić suma, okonia i karpia.
Oprócz ryb i osiemnastu gatunków gadów i płazów w nadrzecznej dolinie żyje sześćdziesiąt dziewięć gatunków ssaków, w tym m.in. niedźwiedzie czarne, rysie kanadyjskie, jelenie wapiti, bobry kanadyjskie i wydry rzeczne oraz ponad sto pięćdziesiąt gatunków ptaków, jak bielik amerykański, pluszcz meksykański, rybołów amerykański, czy kaczka kamieniuszka.